# Banha
'Banha o Benha in arabo بنها‎?, benhæ è una città dell'Egitto, di circa 146000 abitanti. Fondata nel 1850, è capoluogo del Governatorato di Qaliubia. La città si trova nella regione del delta del Nilo, sulla riva destra del ramo Fatnitico, a circa 48 km a nord del Cairo.

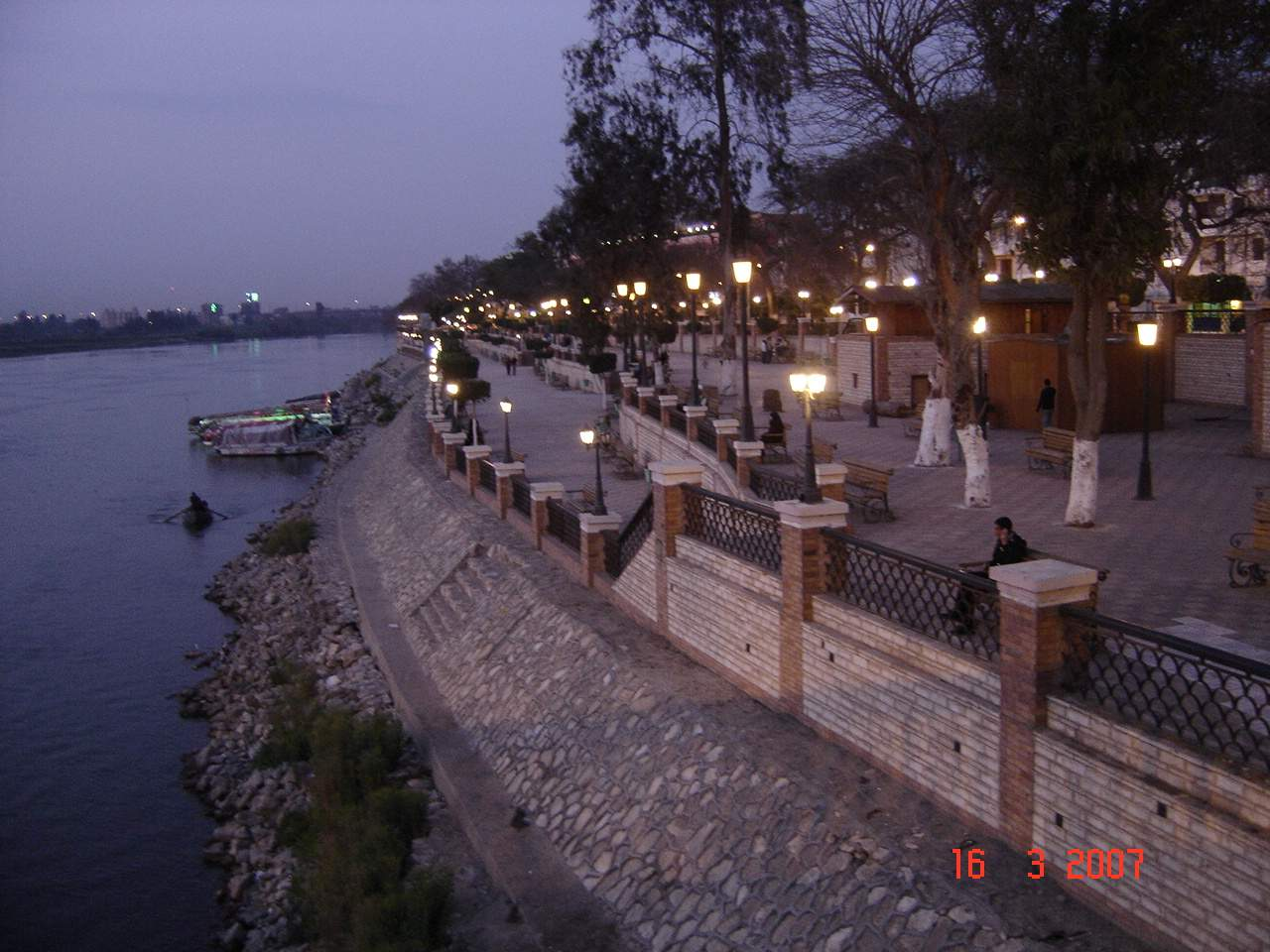
Argini sul Nilo a Banha

È un importante nodo commerciale grazie alla rete ferroviaria che la attraversa, collegando il Cairo a diverse città del delta.
Alla periferia nord di Banha, in una località chiamata Tell Atrib, si trovano le rovine della antica città di Atribi, capitale del X nomo del Basso Egitto.
Per la vicinanza con numerose attrazioni e luoghi rilevanti dal punto di vista storico e archeologico, Banha ha sviluppato un interessante mercato turistico.